# Coniopteryx (Xeroconiopteryx) manka
Coniopteryx (Xeroconiopteryx) manka is een insect uit de familie van de dwerggaasvliegen (Coniopterygidae), die tot de orde netvleugeligen (Neuroptera) behoort. 
Coniopteryx (Xeroconiopteryx) manka is voor het eerst wetenschappelijk beschreven door H. Aspöck & U. Aspöck in 1965.